# Frank Wartenberg
Frank Wartenberg, född den 29 maj 1955 i Bülzig, Tyskland, är en östtysk friidrottare inom längdhopp.
Han tog OS-brons i längdhopp vid friidrottstävlingarna 1976 i Montréal. 